# Joseph Onasakenrat
Joseph Onasakenrat (ce qui signifie cygne  ou plume blanche) aussi connu sous le nom de Sosé Onasakenrat (né le 4 septembre 1845 près d'Oka au Québec ; mort le 8 février 1881) était un chef Mohawk de Kanesatake, l'une des Sept Nations du Canada, au XIXe siècle.

## Biographie
En 1860, Onasakenrat a intégré le Petit Séminaire de Montréal où il a étudié pendant environ quatre ans pour devenir prêtre. Il est ensuite revenu à Oka et a rejoint le séminaire de la Compagnie des prêtres de Saint-Sulpice comme secrétaire.
Onasakenrat a été élu chef de la communauté mohawk le 25 juillet 1868. Presque immédiatement, il s'est rendu à Ottawa pour rencontrer le Surintendant aux affaires indiennes. Onasakenrat a exigé du gouvernement qu'il rende aux Mohawks leur terre alors détenue par la Compagnie des prêtres de Saint-Sulpice.
Il a accusé le séminaire d'exploiter les autochtones et de les maintenir intentionnellement dans la misère. Le séminaire l'a menacé d'excommunication ainsi que tous ceux qui étaient impliqués dans l'action. Onasakenrat a, cet hiver là, décidé de quitter l'église catholique avec la majeure partie de la communauté Mohawk pour se convertir au Méthodisme.
Le  18 février 1869 il a de nouveau affronté la Compagnie des prêtres de Saint-Sulpice en abattant un grand orme sans permission. Une semaine plus tard, soutenu par une bande armée de quarante hommes, Onasakenrat a exigé de la Compagnie qu'elle quitte Oka dans la huitaine. Les prêtres ont refusé de partir, et ont à la place exigé qu'il soit arrêté. La police de Montréal est arrivée et a arrêté le groupe pour le libérer quelques jours plus tard.
En 1877, Onasakenrat a été mis en accusation lorsque l'église catholique d'Oka a été détruite par un incendie le matin du 14 juin. Les Mohawks étaient à cette époque en conflit avec les colons blancs au sujet de droits de fermage et un groupe de Mohawks protestants a été accusé d'avoir mis le feu. Le groupe a été arrêté rapidement puis blanchi par un jury.
Profondément religieux, Onasakenrat a été ordonné en 1880 et a travaillé pour traduire des œuvres religieuses en langue Mohawk. Il a traduit en particulier les Évangiles (1880) ainsi que plusieurs hymnes. À sa mort, intervenue brutalement en 1881, il travaillait à une traduction du reste de la Bible, ayant déjà traduit une partie jusqu'à l'Épître aux Hébreux.